# Bettenhausen
Bettenhausen is een gemeente en plaats in het Zwitserse kanton Bern, en maakt deel uit van het district Oberaargau.
Bettenhausen telt 679 inwoners.